# Église Saint-Marcel-de-Fontfouillouse des Plantiers
L’église Saint-Marcel-de-Fontfouillouse ou église Saint-Marcel-de-Fontfouilhouse est une église du XIIe siècle inscrite à l'inventaire des monuments historiques, située sur la commune des Plantiers, dans le département du Gard.

## Localisation
À une altitude de 645 mètres, l'église est située à 2,74 km du village des Plantiers par le chemin vicinal qui mène au col de Tinquos,. Elle est essentiellement accessible par les pistes de randonnées,.
Localisée dans la région communément appelé « la Cévenne des Cévennes », sa construction a été réalisée sur la communauté de communes de la Vallée Borgne, l'une des trois vallées principales avec la vallée longue et la Vallée Française ou des Hauts Gardons. Le vallon millénaire dans lequel elle est construite fait partie des drailles ou voies de transhumance ovine parsemées de sentiers de grandes (GR) et petites randonnées,.

## Historique
Le toponyme de Fontfouillouse est traduit par « fontaine feuillue », « fontaine feuillée » ou fouilhouse par « la bien feuillue »,,.
En 951, Les moines de Saint Chaffre sont installés à Sainte-Enimie (Lozère). Saint-Marcel de Fontfouillouse représente une étape pour les déplacements entre les Causses et le littoral méditerranéen. Pour construire l'église, les moines bénédictins de Saint-André-de-Valborgne font appel aux tailleurs de pierre régionaux, le schiste étant la seule matière disponible dans le secteur. Les plaques ont été débitées sur place en pierre de taille de faible épaisseur pour le montage des parements. La difficulté et le coût de l'ouvrage sont probablement à l'origine de l'étalement du chantier sur trois campagnes. Elle sert d'église paroissiale durant des siècles aux habitants catholiques de la région.
Elle est mentionnée sous le nom de : Ecclesia Sancti-Marcelli de Fonte-folhoso, en 1249, dans le cartulaire de l'abbaye Notre-Dame-du-Bonheur, en lien avec l'abbaye de Saint-Guilhem-le-Désert ou abbaye de Gellone. Puis, en 1384, sous la dénomination de la sénéchaussée de : locus Sancti-Marcelli de Fonte-folioso.
Uni en 1472 par le pape Sixte IV au chapitre de la collégiale de Saint-Jean d'Alès, les moines du prieuré effectuent la plantation de châtaigniers et pratique la sériciculture.
Le 14 septembre 1674, une visite épiscopale du diocèse de Nîmes est faite à l'église. Il y est fait mention de la présence d'une cloche pesant vingt quintaux (le quintal du midi = 50 kilos), de l'appartenance de l'église au chapitre d'Alais et de la présence de cinq familles sur les lieux.
L'église est dévastée et pillée pendant les premières guerres de religion. Lors de la révolte des camisards en 1702, l’église est incendiée et abandonnée pour être restaurée en 1723. En 1794, elle reprend ses offices et perd sa qualité d'église paroissiale lors du Concordat de 1802. Si elle a survécu aux guerres de religion, elle est définitivement abandonnée à la Révolution française.
Saint-Marcel de Fontfouillouse est le nom de la commune jusqu'en 1874.

## Composition
L'église à l'architecture romane en berceaux est un ancien prieuré de montagne. Elle est bâtie en appareil de lauzes de schiste des hautes Cévennes qui consiste à la mise en œuvre de la technique de la pierre sèche hourdée avec la présence d'un minimum de mortier de chaux et de terre. Plusieurs campagnes de construction sont visibles comme la tour-clocher du XVIe siècle.
L'abside et le chœur peuvent être datés du début du XIIe siècle, la nef voûtée en berceau brisé de la seconde moitié du XIIe siècle, tandis que la chapelle méridionale n'aurait été ajoutée qu'au commencement du XIIIe siècle. Le clocher et la chapelle nord sont une adjonction réalisée en l'an 1503, suivant les indications de la plaque scellée au-dessus du porche d'entrée.

## Protection
Lors d'une séance publique, du 28 janvier 1968, auprès de l'Académie de Nîmes, M. l'Abbé de Girard de Coehorn émet une requête auprès de l'assemblée pour que l'église soit inscrite au catalogue des monuments d'intérêt historique du département.
Depuis le 10 février 1986, l'édifice est inscrit dans sa totalité au titre des monuments historiques. La commune propriétaire des lieux en assure la surveillance avec l'aide d'une association locale. À la fin des années 1980, des périodes de travaux de rénovation sont mises en œuvre permettant la mise à disposition d'un édifice préservé et accessible.